# Puntate di Con l'aiuto del cielo
La prima stagione della serie televisiva drammatica franco-belga Con l'aiuto del cielo (Prière d'enquêter), composta da 6 puntate da 90 minuti ciascuna, viene trasmessa in Belgio su La Une dall'8 dicembre 2019, in Svizzera su RTS Un dal 3 gennaio 2020 e in Francia su France 3 dal 4 febbraio 2020 al 4 luglio 2023.
In Italia la stagione è andata in onda in prima serata su Canale 5 con le prime quattro puntate dal 22 novembre al 16 dicembre 2022, e con le ultime due puntate trasmesse il 25 agosto 2023.
| nº | Titolo originale            | Titolo italiano         | Prima TV        | Prima TV        | Prima TV         | Prima TV         |
| nº | Titolo originale            | Titolo italiano         | Belgio          | Svizzera        | Francia          | Italia           |
| -- | --------------------------- | ----------------------- | --------------- | --------------- | ---------------- | ---------------- |
| 1  | Pilote                      | Ellie e Clément         | 8 dicembre 2019 | 3 gennaio 2020  | 4 febbraio 2020  | 22 novembre 2022 |
| 2  | Œil pour œil                | Bibbia chiusa           | 6 gennaio 2021  | 12 gennaio 2021 | 19 gennaio 2021  | 29 novembre 2022 |
| 3  | C'était écrit               | Un miracolo inaspettato | 9 giugno 2022   | 21 giugno 2022  | 6 settembre 2022 | 6 dicembre 2022  |
| 4  | Un si long chemin           | Un lungo cammino        | 16 giugno 2022  | 28 giugno 2022  | 20 giugno 2023   | 16 dicembre 2022 |
| 5  | Bonne chère et mauvais sang | La belladonna           | 14 marzo 2023   | inedito         | 27 giugno 2023   | 25 agosto 2023   |
| 6  | Une âme perdue              | Anima persa             | inedito         | inedito         | 4 luglio 2023    | 25 agosto 2023   |

## Ellie e Clément
- Titolo originale: Pilote
- Diretto da: Laurence Katrian
- Scritto da: Marie Deshairs, Catherine Touzet & Josselyn Bossennec

### Trama
Il fratello Benoît viene trovato accoltellato nel suo monastero. L'indagine è affidata al capitano Elli Taleb, una poliziotta dalla vita privata molto impegnata poiché sta allevando le sue tre sorelle e - soprattutto - una poliziotta completamente atea ed ermetica ai fatti religiosi: Mio padre era musulmano, mia madre ebrea spiega a padre Clément durante un colloquio in ufficio. Quest'ultimo, invece, sta per pronunciare i voti perpetui ed è pronto ad aiutarla. Il monaco novizio introdurrà la poliziotta alla vita del monastero, mentre lui stesso scoprirà elementi del suo passato.
- Ascolti Francia: telespettatori 4 264 000 – share 20,00%[6].
- Ascolti Italia: telespettatori 2 196 000 – share 12,90%[7].

## Bibbia chiusa
- Titolo originale: Œil pour œil
- Diretto da: Laurence Katrian
- Scritto da: Marie Deshairs, Catherine Touzet & Josselyn Bossennec

### Trama
Nelle Cevenne, Jonas, capo di un campo scout, viene trovato morto in un tempio protestante, con una siringa in mano. Tutto fa pensare che non si tratti di un'overdose ma di un omicidio sotto mentite spoglie. Per risolvere le indagini, il capitano Elli Talleb si associa, non senza sorpresa, al nuovo esperto di criminologia della regione: fratello Clément Desmoulin. Infatti, appena laureato in psicocriminologia, Clément rimane comunque agli ordini. Ha esteso il suo noviziato e vede le sue esperienze fuori dal monastero come una prova del suo impegno spirituale. 
- Ascolti Francia: telespettatori 5 126 000 – share 21,40%[8].
- Ascolti Italia: telespettatori 1 901 000 – share 11,00%[9].

## Un miracolo inaspettato
- Titolo originale: C'était écrit
- Diretto da: Laurence Katrian
- Scritto da: Marie Deshairs, Catherine Touzet & Josselyn Bossennec

### Trama
La professoressa Nathalie Josserand viene trovata morta in un'aula magna dell'Università Paul-Valéry di Montpellier. Il primo sospettato è David Crosnier, 35 anni e assistente professore, del quale viene trovata l'arma del delitto.
- Ascolti Francia: telespettatori 3 086 000 – share 15,00%[10].
- Ascolti Italia: telespettatori 1 859 000 – share 10,87%[11].

## Un lungo cammino
- Titolo originale: Un si long chemin
- Diretto da: Laurence Katrian
- Scritto da: Marie Deshairs, Catherine Touzet & Josselyn Bossennec

### Trama
Eric Massol, proprietario di un cottage sulla strada per Compostela, viene trovato assassinato. I sei escursionisti che hanno dormito al rifugio non hanno nulla a che fare con questa morte a priori. Ma Elli chiede a Clément di accompagnarli a Valmagne.
- Ascolti Francia: telespettatori 3 868 000 – share 20,80%[12].
- Ascolti Italia: telespettatori 1 587 000 – share 9,90%[13].

## La belladonna
- Titolo originale: Bonne chère et mauvais sang
- Diretto da: Laurence Katrian
- Scritto da: Marie Deshairs, Catherine Touzet & Josselyn Bossennec

### Trama
Un cuoco viene trovato morto nel suo ristorante.
- Ascolti Francia: telespettatori 3 548 000 – share 20,00%[14].
- Ascolti Italia: telespettatori 933 000 – share 9,50%[15].

## Anima persa
- Titolo originale: Une âme perdue
- Diretto da: Laurence Katrian
- Scritto da: Marie Deshairs, Catherine Touzet & Josselyn Bossennec

### Trama
L'Abbazia di Valmagne è ancora una volta teatro di una terribile tragedia. Infatti, il caposquadra dei lavori di ristrutturazione, portati avanti dai compagni di servizio, viene ritrovato morto ai piedi del nartece, vittima di una caduta le cui cause restano misteriose. Tornata sul posto, Elli affronta un'indagine complessa e deve determinare se si tratta di un semplice incidente o di un omicidio. Già sconvolto dall'incontro con i suoi genitori biologici, Clément affronta questo tragico evento con stupore.
- Ascolti Francia: telespettatori 3 648 000 – share 19,80%[16].
- Ascolti Italia: telespettatori 933 000 – share 9,50%[15].